# Xenogears
Xenogears (ゼノギアス?, Zenogiasu) è un videogioco di ruolo alla giapponese sviluppato e pubblicato da SquareSoft nel 1998. Disponibile per PlayStation in Giappone e in America Settentrionale, non è stato mai commercializzato nel mercato PAL. Il videogioco è stato nuovamente distribuito da Square Enix tramite PlayStation Network in Giappone (2008) e in Nord America (2011).
Il titolo ha riscosso un buon successo commerciale, ottenendo numerose critiche positive per la sua trama, per la caratterizzazione dei personaggi e per il sistema di gioco. Sono stati espressi apprezzamenti anche per la colonna sonora e i filmati di gioco, realizzati in stile anime da Production I.G.
Creato da Tetsuya Takahashi e sua moglie Kaori Tanaka come proposta per Final Fantasy VII , gli è stato permesso di essere sviluppato come progetto a sé stante; prima come sequel di Chrono Trigger e poi come gioco originale con una premessa di fantascienza . I personaggi sono stati progettati da Kunihiko Tanaka , mentre i Gears sono stati progettati da Junya Ishigaki e Yoshinori Ogura.
Xenogears fa parte di un media franchise che include manga e libri. Il titolo doveva costituire il quinto episodio di una serie di sei titoli, ma fu l'unico videogioco portato a termine. Takahashi e gran parte degli autori di Xenogears furono comunque coinvolti nello sviluppo di Xenosaga e Xenoblade, che costituiscono sequel ideali del titolo.
Oltre a toccare temi religiosi, il videogioco presenta numerosi riferimenti alle teorie filosofiche di Nietzsche e a quelle psicologiche di Freud e Jung.

## Trama
La trama di Xenogears ruota principalmente attorno al personaggio di Fei Fong Wong. Affetto da amnesia, il ragazzo vive nel villaggio di Lahan, dove fu condotto tre anni prima degli eventi del gioco, da un misterioso uomo mascherato. Trovandosi al confine tra Aveh e Kislev, Lahan diventa presto un campo di battaglia tra i due eserciti. Durante lo scontro, Fei riesce ad impossessarsi di un Gear privo di pilota, e combatte contro uno dei due schieramenti, ma finisce per distruggere il villaggio. Viene quindi esiliato dagli abitanti sopravvissuti, intraprendendo un lungo viaggio in cui farà conoscenza di numerosi personaggi, scoprendo numerose informazioni relative al suo passato e alla storia dell'intero pianeta.

## Modalità di gioco
Il sistema di battaglia di Xenogears è basato sull'Active Time Battle di Final Fantasy VII. Sono tuttavia presenti due modalità di scontro, una delle quali incentrata sui Gear.
Nella modalità di gioco classica è simile agli altri titoli della serie Final Fantasy, sebbene l'attacco possa essere sferzato con potenza differente: gli attacchi più forti richiedono maggiori Attack Points (AP). Usando differenti combo è possibile apprendere alcune tecniche denominate Deathblows. Oltre agli attacchi fisici sono disponibili alcune abilità magiche (denominate Chi, Arcane o Ether in base al personaggio) che consumano gli Ether Points (EP).
La differenza rispetto ai classici J-RPG è la presenza degli scontri tra Gear. Al contrario degli scontri tra personaggi, nelle battaglie tra Gear non sono presenti AP ma carburante, con ogni attacco che consuma una quantità corrispondente alla sua potenza.
I Gear non acquisiscono esperienza al termine delle battaglie, ma necessitano di essere potenziati acquistando parti apposite.
La grafica del gioco è composta da un misto di 2D e 3D. Xenogears, quanto ad aspetto grafico, viene infatti definito spesso un "anti Final Fantasy", in quanto i personaggi sono raffigurati da sprite in 2D, mentre gli ambienti e i Gears in 3D; mentre accade l'opposto nella trilogia per PlayStation della saga di Final Fantasy.
Gli ambienti di gioco sono variegati: si passa da grotte desertiche a sottomarine, a città di stampo medievale-orientale a città futuristiche. È presente una telecamera ruotabile in otto direzioni (espediente già usato da Grandia).
Gli ambienti di Xenogears sono ampiamente esplorabili: a differenza di altri J-RPG il giocatore può compiere salti e interagire con diversi oggetti.

### Equipaggiamento e caratteristiche dei personaggi
Per quanto riguarda le caratteristiche e la possibilità di modificare l'equipaggiamento dei personaggi, Xenogears non si discosta troppo dai Final Fantasy. È possibile comprare sia equipaggiamento, sia oggetti da usare in ogni momento (ad esempio le pozioni curative).
Ogni personaggio può equipaggiare tre oggetti più, eventualmente, un'arma: uno per il corpo, uno per la testa e un accessorio (il loro effetto è molto vario).
Billy, l'unico ad adoperare armi da fuoco, può equipaggiare anche diversi tipi di munizioni, alcune recanti danno fisico, altri etereo (cioè magico).
A differenza di molti altri esponenti del genere, i personaggi di Xenogears, per quanto riguarda le caratteristiche in battaglia, non sono molto differenziati.
Non esistono le cosiddette "classi". Ogni personaggio ha qualche punto di forza e qualche punto debole. Shitan, per esempio, possiede un buon attacco, una buona velocità ed una grande quantità di HP (punti ferita); difettando però in difesa. Rico, invece, è molto lento ma fisicamente molto potente.

## Personaggi
Xenogears presenta nove personaggi giocanti reperibili in diverse aree del mondo di gioco. Il gioco comincia su Ignis, un continente con due nazioni, Aveh e Kislev. Fei e Shitan sembrano dal principio essere natii di queste terre, ma più tardi nel gioco si scoprirà che in realtà provengono dalle capitali di Aphel Aura ed Etemenanki, rispettivamente delle nazioni volanti di Shevat e Solaris.
Fei Fong Wong, assieme a Elly, è il personaggio principale del gioco. All'inizio viene presentato come un ragazzo di campagna che ha perso ogni ricordo del suo passato, e che dovrà poi girovagare per il mondo. Tuttavia, la sua figura va man mano evolvendosi. Durante il gioco Fei ha sogni o flashback che gli fanno ricordare avvenimenti avvenuti centinaia di anni prima della sua nascita. Scoprirà poi di avere altre due personalità, Id ed il Codardo, e di essere la terza reincarnazione di Abele (Abel). Combatte in battaglia utilizzando le arti marziali; il suo nome (Wong Fei Fong nella versione giapponese) è una citazione di un grande maestro d'arti marziali, Wong Fei Hung.
Elhaym Van Houten, chiamata anche Elly, è la protagonista del gioco insieme a Fei. È un tenente delle forze armate di Geburah (Gebler), ma è restìa ad accettare lo stile di vita dell'esercito. Il suo incontro con Fei fa maturare la decisione di lasciare l'esercito per mettersi in viaggio insieme a lui. Anche lei è, come Fei, una reincarnazione di un'entità vissuta nel passato (a differenza di quanto accade per Fei-Abele, però, tutte le sue reincarnazioni hanno lo stesso nome, Elly). Fu generata dallo Zohar a causa del contatto di Abele con esso.
Shitan è un vasto conoscitore del mondo e della tecnologia, che spesso offre il suo aiuto alle missioni del gruppo. Bart, un pirata del deserto, viene da Ignis ed è il legittimo erede al trono di Aveh. Rico è un semi-umano dall'incredibile forza che vive nella prigione di Kislev e passa i suoi giorni come un combattente di Gear.
Solaris, una città nascosta tecnologicamente avanzata, è la casa di molti personaggi del gioco. Billy, un pio lavoratore per il gruppo religioso della sede della Chiesa (Ethos), era originario di Solaris;  Maria e Chu-Chu sono entrambi di Shevat, la città volante, unica ad opporsi alla dominazione di Solaris. Emeralda è un umanoide costruita in un'antica civiltà da una colonia di nanomacchine e che fu recuperata dalle rovine della civiltà di Zeboim. Importanti NPC includono Krelian e Miang, entrambi leader di Solaris che cercano di riportare in vita Deus, una arma meccanica che riposa sulla terra da migliaia di anni. Grahf, un uomo misterioso dagli immensi poteri, è un antagonista principale, seguirà Fei e il suo gruppo affrontandoli spesso, e i suoi obiettivi rimarranno nascosti fino alla quasi conclusione del gioco. Infine avranno un ruolo importante "Il Contatto", "L'Antitipo" e  "Il Complemento", reincarnazioni di alcuni personaggi del gioco, che spiegheranno il loro ruolo all'interno della storia.

## Sviluppo
Xenogears è stato prodotto da Hiromichi Tanaka, che in precedenza aveva lavorato a Secret of Mana per SNES . La sceneggiatura del gioco è stata scritta dal regista Tetsuya Takahashi e da sua moglie Kaori Tanaka. Yasuyuki Honne è stato direttore artistico, mentre Kunihiko Tanaka è stato responsabile del character design. Tetsuo Mizuno, Tomoyuki Takechi e il creatore di Final Fantasy Hironobu Sakaguchi sono stati produttori esecutivi di Xenogears. Le sequenze anime sono state prodotte da Production I.G, e le sequenze CGI (non anime) sono state create da Shirogumi.
Xenogears è iniziato come un primo concept di trama per Final Fantasy VII. Tuttavia, Hironobu Sakaguchi lo ritenne "troppo oscuro e complicato per un fantasy", ma a Takahashi fu permesso di svilupparlo come un progetto separato.  Il progetto iniziò con il titolo provvisorio "Project Noah". Il concetto iniziale era di rendere Xenogears un sequel di Chrono Trigger, ma dopo molteplici scontri con l'azienda e difficoltà pratiche non specificate, fu deciso di renderlo un titolo completamente originale. A causa di questa idea di sviluppo iniziale, c'erano concetti inadatti per un mondo fantasy, quindi fu fatto un compromesso incorporando sia fantasy che fantascienza nel mondo del gioco.
Lo sviluppo durò circa due anni e coinvolse uno staff di trenta sviluppatori. La progettazione preliminare e la creazione dell'ambientazione risalivano però a diversi anni prima. La parola "Xeno" era stata decisa dal personale fin dall'inizio per il suo significato di "strano" o "alieno". "Gears" fu invece selezionato tra più parole suggerite. I Gears del gioco non erano presenti durante le fasi iniziali, e avrebbero preso il posto dei tradizionali mostri evocati. Takahashi desiderava creare il gioco interamente in 3D, ma le capacità della PlayStation impedivano di gestirlo, richiedendo pertanto di utilizzare sprite bidimensionali su sfondi 3D. I temi e la storia furono fortemente influenzati dalle opere e dalla filosofia di Friedrich Nietzsche, Sigmund Freud e Carl Jung, così come da film di fantascienza distopica come THX 1138 e Soylent Green. Secondo Tanaka, la ragione di questa correlazione era semplicemente dovuta a un interesse comune con suo marito. Secondo lei, la storia ruotava intorno a "da dove veniamo, cosa siamo, dove stiamo andando".
C'è stata tuttavia una grande porzione di storia e gameplay che non sono state inserite nel gioco finale. Il secondo disco del gioco consisteva quindi principalmente nella narrazione di Fei ed Elly degli eventi successivi alla fuga del gruppo da Solaris. Mentre si presumeva comunemente che fosse dovuto a vincoli di budget, Takahashi in seguito rivelò il motivo completo; poiché il suo team era inesperto, non furono in grado di creare l'intero gioco proposto nel tempo di sviluppo previsto di due anni, quindi invece di terminare prematuramente con la fine del primo disco, offrì un compromesso che divenne il contenuto del secondo disco, consentendo allo staff di finire il gioco entro i tempi e le scadenze di budget.
Square aveva annunciato che Xenogears sarebbe potuto non uscire negli Stati Uniti a causa di "problematiche religiose".  La traduzione inglese di Xenogears è stata la prima volta in cui un team di localizzazione in lingua inglese ha lavorato direttamente con gli sviluppatori di Square. Secondo Richard Honeywood, responsabile del team, tradurre il gioco era un compito particolarmente difficile perché conteneva numerose tematiche e riflessioni scientifiche. Coloro che erano stati assegnati a questo ruolo si erano infatti licenziati o avevano chiesto una riassegnazione a causa della difficoltà del compito.  In una successiva intervista, Honeywood avrebbe dichiarato che il problema più grande era gestire i molteplici riferimenti religiosi e il concetto di "uccidere Dio", che doveva essere aggiustato in modo che rimanesse fedele all'originale evitando però alcuni contenuti che sarebbero potuti risultate offensivi.
Square Enix ha pubblicato Xenogears sul PlayStation Network giapponese il 25 giugno 2008 e in Nord America il 22 febbraio 2011..

## Colonna sonora
La musica di Xenogears è stata composta e prodotta da Yasunori Mitsuda, ed è stata pubblicata su due dischi da DigiCube in Giappone nel 1998. La colonna sonora contiene 41 tracce strumentali, oltre a una traccia corale e due canzoni. Secondo Mitsuda, la musica di Xenogears appartiene al genere musicale tradizionale. Sebbene inizialmente l'abbia descritta come derivante da "un mondo [della sua] immaginazione" piuttosto che da un paese specifico, ha anche affermato una forte influenza della musica irlandese o celtica. Ci sono due tracce vocali incluse nella OST, ed entrambe sono cantate da Joanne Hogg. Una delle tracce, "Stars of Tears", non è apparsa nella versione finale del gioco. Originariamente era destinata a essere riprodotta in una scena tagliata all'inizio del gioco insieme ai titoli di coda. Tuttavia, è stata rimossa per problemi di ritmo, poiché avrebbe fatto sì che il filmato di apertura e le scene introduttive durassero circa dieci minuti.  L'altra, "Small Two of Pieces ~Screeching Shards~", è stata la prima sigla finale cantata ad apparire in un gioco Square.
Una colonna sonora arrangiata di Xenogears composta e arrangiata da Mitsuda è stata pubblicata come Creid. Per Creid, ha ampliato il tema dell'album originale di avere influenze celtiche in tracce pop per creare un album di musica Xenogears arrangiata con uno stile celtico più prominente. L'album contiene un mix di tracce vocali e strumentali e combina musica giapponese e celtica insieme nei suoi pezzi.  L'album contiene cinque tracce vocali e cinque tracce strumentali. Junko Kudo ha scritto i testi di quattro delle cinque tracce vocali, mentre Mitsuda ha scritto i testi della traccia nel titolo, che sono stati poi tradotti dal giapponese al gaelico per la registrazione. La cantante Joanne Hogg non ha ripreso il suo ruolo in Creid . Tetsuko Honma,invece, ha cantato le quattro tracce scritte da Kudo, mentre Eimear Quinn ha cantato "Creid".
Myth: The Xenogears Orchestral Album, un album di musica dal gioco arrangiato orchestralmente dalla compagnia musicale di Mitsuda, Procyon Studio, è stato pubblicato su CD e vinile nel febbraio 2011.
Un album Blu-ray intitolato Xenogears Original Soundtrack Revival Disc - the first and the last - è stato pubblicato in Giappone il 4 aprile 2018. L'album è una rimasterizzazione della colonna sonora originale, più outtakes e altri contenuti.  Un concerto per il 20° anniversario si è tenuto a Tokyo, in Giappone, il 7 e l'8 aprile 2018.

## Merchandise
Sono stati pubblicati diversi libri e manga di Xenogears. Xenogears God Slaying Story, una serie di Masatoshi Kusakabe, è stata pubblicata da Shueisha nel 1998. DigiCube ha pubblicato sia Xenogears Perfect Works (libro che tratta gran parte della storia del gioco, dei personaggi, dei misteri irrisolti nel secondo disco e della scoperta dello Zohar) che un album commemorativo chiamato Thousands of Daggers, che contiene l'intera sceneggiatura del gioco in giapponese. Due manga, Xenogears Comic Anthology e Xenogears 4koma Comic, sono stati pubblicati da Movic, che ha anche pubblicato wallscroll, quaderni, spille, portachiavi, adesivi e cartoline raffiguranti il cast di Xenogears .

## Accoglienza
| Testata                   | Giudizio            |
| ------------------------- | ------------------- |
| GameRankings (media al)   | 91%                 |
| Metacritic (media al)     | 84/100              |
| AllGame                   | 4/5                 |
| Edge                      | 8/10                |
| Electronic Gaming Monthly | 35,5/40             |
| Famitsū                   | 31/40               |
| G4                        |                     |
| Game Informer             | 27/30               |
| Game Revolution           | B+                  |
| GameSpot                  | 9/10                |
| HonestGamers              | 10/10               |
| IGN                       | 9,5/10              |
| Next Generation           | 5/5                 |
| RPGFan                    | 98% (PS1) 96% (PSN) |

Xenogears è stato accolto con successo dalla critica. Electronic Gaming Monthly ha elogiato la storia, i personaggi, il gameplay, la grafica e la colonna sonora. IGN lo ha descritto come il "miglior gioco di ruolo a mani basse" dell'anno, lodando la trama, il gameplay, la grafica, la presentazione e la colonna sonora. GameSpot lo ha descritto come uno dei migliori giochi di ruolo di Squaresoft, lodando la storia, il gameplay e l'audio, ma ne ha criticato la mancanza di rifinitura grafica. Allgame ha sottolineato che le battaglie dei personaggi sono piacevolmente "diverse dalla maggior parte dei giochi di ruolo di questa azienda". In una recensione retrospettiva, Edge ha affermato che sebbene sia "considerato da alcuni un progetto vanesio di fantascienza multimilionario e contorto, Xenogears rimane comunque uno dei giochi di ruolo PlayStation più elogiati". La rivista ha anche notato che si trattava del "lavoro più impegnativo e puro" di Takahashi e che la serie Xenosaga non fosse mai stata all'altezza di Xenogears.
La storia e i personaggi del gioco sono stati ben accolti. Electronic Gaming Monthly ha affermato che il gioco risulta "ricco di storia e sviluppo dei personaggi". Game Informer e Next Generation hanno concordato sul fatto che la trama fosse uno dei punti salienti del gioco: il primo la ha paragonata a quella di Star Wars, Star Blazers, l'Antico Testamento e molti altri giochi Square, rendendolo "un gioco che ogni appassionato dei giochi di ruolo dovrebbe giocare". IGN ha affermato che la trama è intricata, avvincente, "profonda, complessa e di tanto in tanto anche confusa, fino a quando non si scopre di più della vera trama sottostante". GameSpot ha affermato che la storia è "eccellente" e "stimolante", ma ha anche dichiarato che può essere "un po' predicatoria a volte", ma ha continuato dicendo che i temi religiosi ed esistenziali "migliorano la storia e la [nostra] comprensione delle caratterizzazioni profonde del gioco”. Game Revolution ha definito la trama "epica" e "favolosa" con "molti colpi di scena". RPGFan ha affermato che "la storia è unica e probabilmente la più complessa e interessante di qualsiasi gioco di ruolo". Retrospettivamente, Edge ha elogiato la portata e l'ambizione della trama e la figura del protagonista definendolo "l'eroe freudiano più complicato" dei videogiochi, ma ha anche affermato che la sceneggiatura risultasse "imperfetta" e una traduzione "infangata", criticando anche le troppe scene tagliate, specialmente nel secondo disco. Anni dopo l'uscita del gioco, Jeremy Parish di Electronic Gaming Monthly ha definito la trama del gioco "una delle trame di gioco più stravaganti di sempre", ma ha affermato che "ha davvero senso" se il giocatore ignora tutte le trame secondarie. IGN, tuttavia, ha affermato che, nonostante le numerose scene tagliate e una trama a volte confusa, "l'immersione è un fattore chiave in Xenogears e le domande che potresti avere sulla trama trovano risposta a un certo punto del gioco". Dopo l'uscita su PSN, James Quentin Clark di RPGFan ha affermato che Xenogears avesse "senza dubbio la migliore storia singola che abbia mai visto in qualsiasi videogioco".
Xenogears è stato un successo commerciale sia in Giappone che in Nord America. Ha ricevuto un "Gold Prize" da Sony nel maggio 1998, a indicare vendite superiori a 500 000 unità in Giappone, e ha proceduto a vendere oltre 890 000 copie a livello nazionale entro la fine dell'anno.  Al 31 marzo 2003, il gioco aveva distribuito 1,19 milioni di copie in tutto il mondo, di cui 910 000 in Giappone e 280 000 all'estero.  Come risultato di queste vendite, è stato ripubblicato come titolo "Greatest Hits" nel dicembre 2003.  Nella rivista giapponese Famitsū, Xenogears è stato votato come 16° miglior videogioco di tutti i tempi dai suoi lettori in un sondaggio tenutosi nel 2006. In un sondaggio analogo di GameFAQs, gli utenti del sito Web hanno votato Xenogears come il 32° "Miglior gioco di sempre" nel 2005. È stato collocato nella stessa posizione nella classifica "Migliori 100 giochi - Readers Choice" di IGN nel 2006 e al 28º posto nel 2008.

## Eredità
Poco dopo l'uscita di Xenogears, si ipotizzò l'uscita di un sequel, sebbene ciò non sia mai avvenuto.  Nel 1999, Tanaka affermò che un progetto relativo a Xenogears era in fase di sviluppo, rivelando anche che inizialmente era previsto un sequel di Xenogears, ma che non era mai stato realizzato.
Le successive serie di Xenosaga e Xenoblade, sviluppate da Tetsuya Takahashi e Monolith Soft ma pubblicate da editori differenti non legati alla Squaresoft, ripropongono tematiche e ambientazioni simili; spesso vengono considerate seguiti non ufficiali di Xenogears e tutti questi titoli collettivamente vengono chiamati la serie Xeno.
Nel giugno 2020 Sugiura Hirohide, presidente di Monolith Soft, affermò che si stava prendendo in considerazione l'idea di un sequel, poi abbandonata a causa degli investimenti cinematografici della compagnia per il film dedicato Final Fantasy.
Xenogears è stato occasionalmente presentato in altre proprietà di Square Enix . Il 21 ottobre 2016, è stato rivelato che Xenogears sarebbe stato presentato in World of Final Fantasy. Nel 2017, i Gears, insieme agli avatar di Fei e Bart, sono stati inclusi come bonus pre-ordine nello sparatutto di Square Enix, Figureheads . L'11 febbraio 2018, in celebrazione del 20º anniversario di Xenogears, Kunihiko Tanaka e Junya Ishigaki hanno collaborato con Square Enix per distribuire le figure Xenogears Bring Arts di Fei, Elly e Weltall. Il cast di Xenogears è stato anche presentato in Final Fantasy Brave Exvius per un periodo di tempo limitato come parte di un evento di collaborazione.